# 20373 Фуллмер
20373 Фуллмер (20373 Fullmer) — астероїд головного поясу, відкритий 22 травня 1998 року.
Тіссеранів параметр щодо Юпітера — 3,303.